# Cephalopholis hemistiktos
Cephalopholis hemistiktos  (лат.) — вид лучепёрых рыб из семейства каменных окуней (Serranidae). Распространены в северо-западной части Индийского океана. Максимальная длина тела 35 см. Морские бентопелагические рыбы.

## Описание
Тело удлинённое, массивное, несколько сжато с боков; по бокам покрыто ктеноидной чешуёй. Высота тела меньше длины головы, укладывается 2,7—3,0 раза в стандартную длину тела (у особей длиной от 10 до 20 см). Длина головы укладывается 2,4—2,6 раза в стандартную длину тела. Межглазничное расстояние плоское. Предкрышка закруглённая, с зазубренными краями, нижний край мясистый. Верхний край жаберной крышки сильно выпуклый. Верхняя челюсть покрыта чешуёй, её окончание доходит до или немного заходит за вертикаль, проходящую через задний край глаза. На верхней части первой жаберной дуге 6—8, а на нижней — 14—15 жаберных тычинок. В спинном плавнике 9 жёстких и 14—16 мягких лучей; мембраны между жёсткими лучами усечены. В анальном плавнике 3 жёстких и 8—10 мягких лучей. Край плавника заострённый. В грудных плавниках 16—18 мягких лучей. Брюшные плавники короче грудных, их окончания почти доходят до анального отверстия. Хвостовой плавник закруглённый. В боковой линии 47—52 чешуй. Вдоль боковой линии 95—121 рядов чешуи, чешуи по бокам тела без дополнительных чешуек.

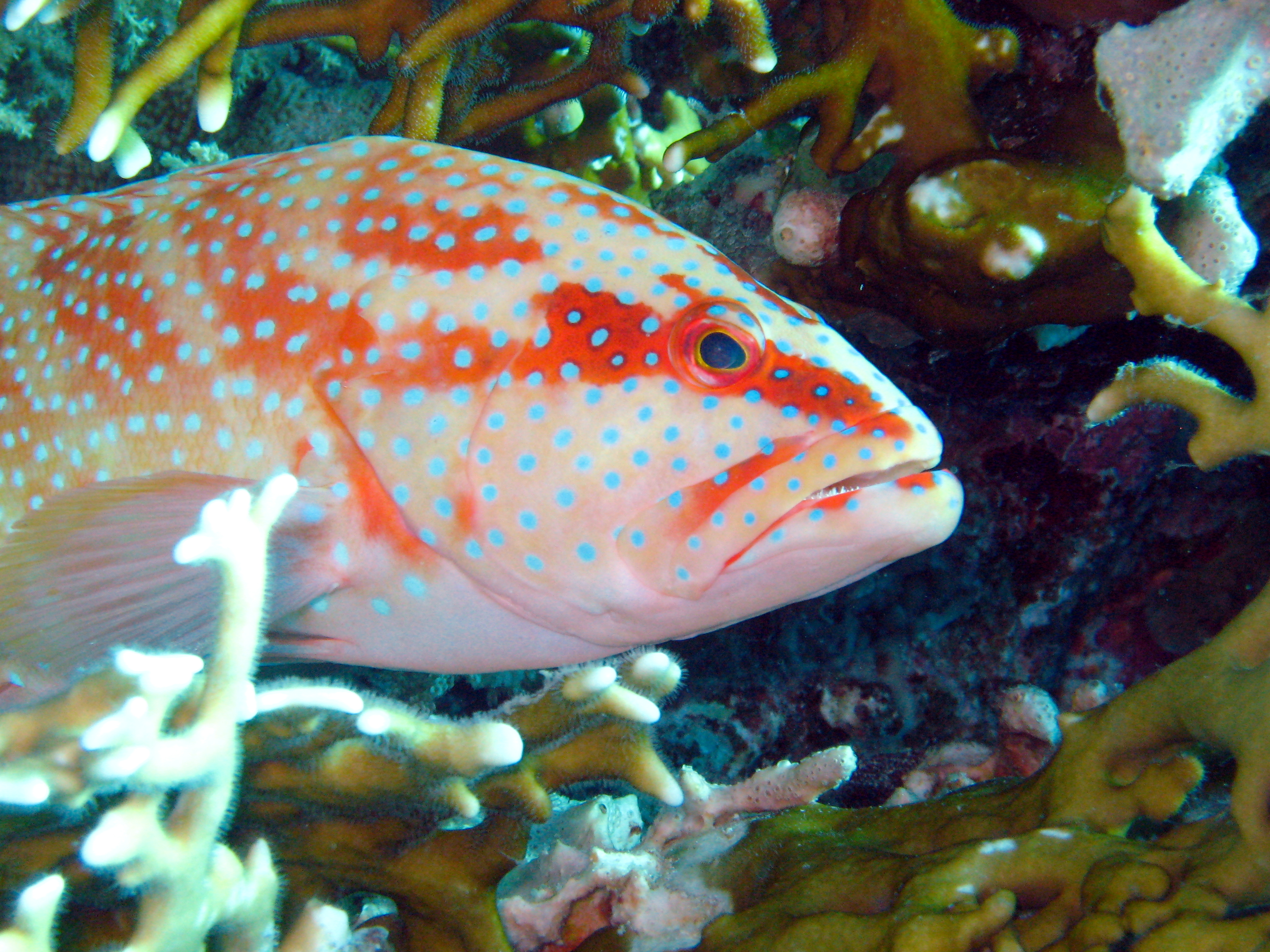

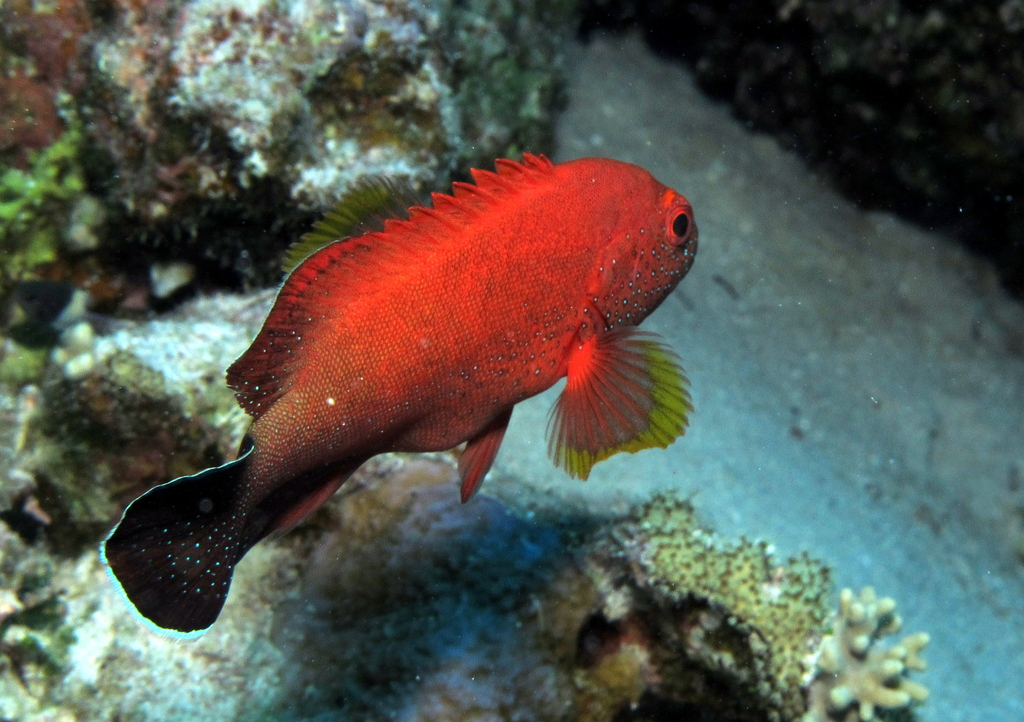

Cephalopholis hemistiktos имеет несколько цветовых форм: особи с мелководья коричневатого цвета; обитающие на глубине от 15 до 20 м — коричневато-красные; рыбы из более глубоких слоёв воды преимущественно красноватые. У всех морф по голове и нижней части тела разбросаны глазчатые пятна голубого цвета с тёмными краями. Хвостовой плавник, задняя часть спинного и анального плавников темнее, чем тело, покрыты маленькими глазчатыми пятнышками с бледно-голубой окантовкой. Кончики каждого колючего луча оранжевые. Грудные плавники от коричневого до красновато-коричневого цвета с несколькими маленькими голубыми пятнышками у основания, наружный край с широкой жёлтой полосой. Брюшные плавники от тёмно-красного до красновато-коричневого цвета. Некоторые особи с большой областью под мягкой частью спинного плавника жёлтого или бурого цвета; у других на теле чередуются тёмные и светлые полосы, а голова с тёмными пятнами.
Максимальная длина тела 35 см, обычно до 23 см.

## Биология
Морские бентопелагические рыбы. Обитают на коралловых рифах на глубине от двух до 55 м. Предпочитают мозаичные участки, а не хорошо развитые сплошные кораллы. Охотятся из засады в дневное время суток. Питаются мелкими рыбами и ракообразными. Моногамные, каждая пара совместно защищает общую территорию площадью до 62 м².

## Ареал
Cephalopholis hemistiktos имеет прерывистый ареал в западной части Индийского океана. Одна популяция обитает в Красном море до островов Сокотра и севера Сомали; другая — в Оманском заливе, Персидском заливе и прибрежных водах Пакистана. Предполагают, что эти две географически разобщённые популяции могут являться самостоятельными валидными видами. Эти два региона были изолированы друг от друга более 800 тысяч лет назад.